# Eduard Winkelmann

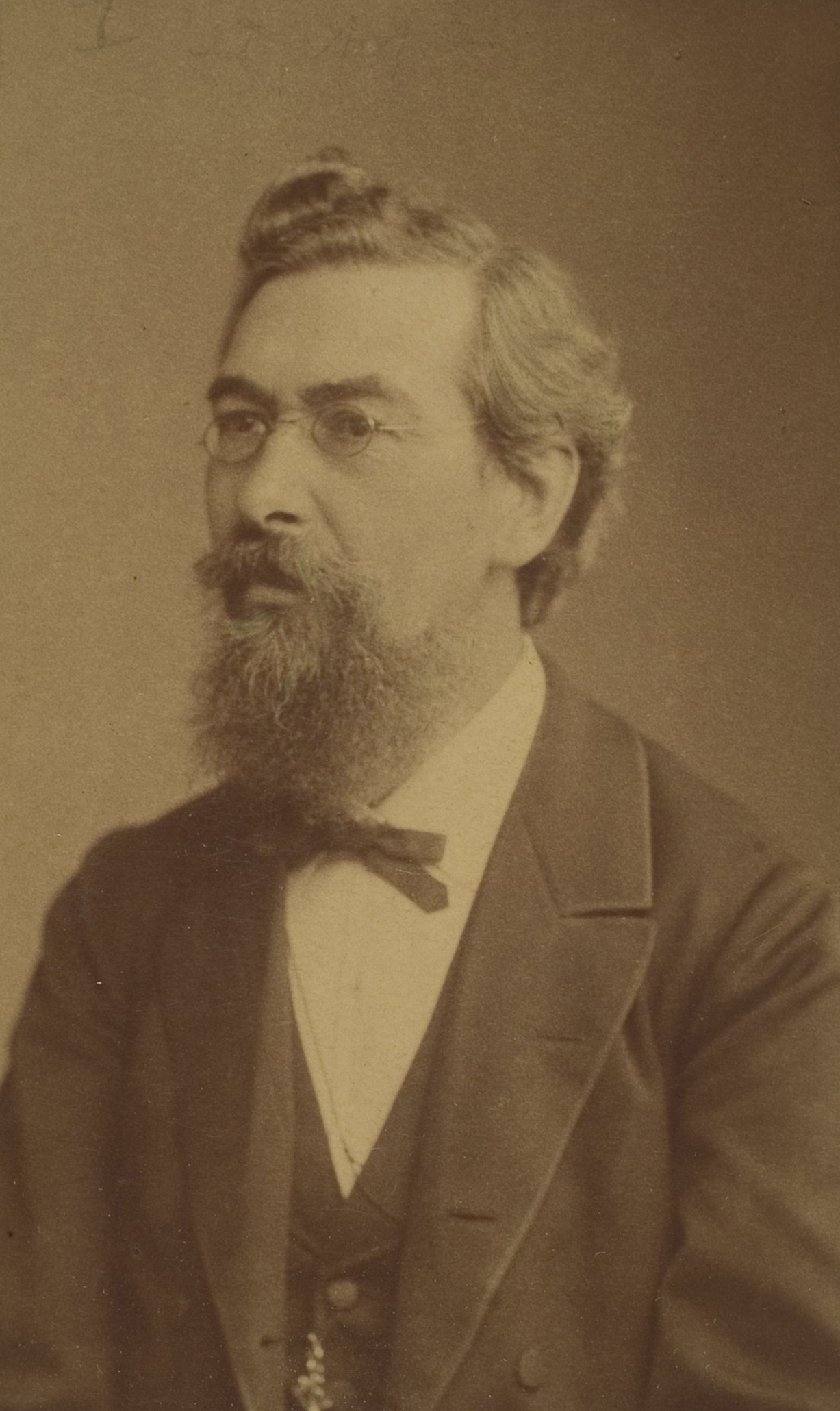
Eduard Winkelmann

Eduard August Winkelmann (* 25. Juni 1838 in Danzig; † 10. Februar 1896 in Heidelberg) war ein deutscher Historiker.
Eduard Winkelmann studierte Geschichte an den Universitäten ab 1856 in Berlin bei Leopold von Ranke und ab 1858 bei Georg Waitz in Göttingen. Während seines Studiums wurde er 1858 Mitglied der Burschenschaft Brunsviga. 1859 wurde er in Berlin mit der Arbeit De regni Siculi administratione promoviert. Winkelmann wurde Mitarbeiter für die Monumenta Germaniae Historica und 1860 Oberlehrer an der Ritter- und Domschule zu Reval. Er habilitierte sich an der Kaiserlichen Universität Dorpat und wurde 1866 Privatdozent. Im Jahr 1867 wurde er korrespondierendes Mitglied der Gesellschaft für Geschichte und Altertumskunde der Ostseeprovinzen Russlands. Von 1867 bis 1869 war Winkelmann Präsident der Gelehrten Estnischen Gesellschaft, von der er 1869 auch die Ehrenmitgliedschaft erhielt. Im selben Jahr folgte Winkelmann einem Ruf als außerordentlicher Professor für Geschichte an die Universität Bern. 1869 wurde er zum ordentlichen Professor ernannt. 1873 trat er die Nachfolge auf dem Lehrstuhl von Wilhelm Wattenbach an der Universität Heidelberg an. In diesem Jahr wurde er auch korrespondierendes Mitglied der Bayerischen Akademie der Wissenschaften. Im Jahr 1880 wurde er zum korrespondierenden Mitglied der Göttinger Akademie der Wissenschaften gewählt. Den Lehrstuhl in Heidelberg hatte er bis zu seinem Tod inne. Dietrich Schäfer wurde sein Nachfolger.
Ein Hauptgebiet seiner Forschungen war die Zeit der späten Staufer. Er verfasste die Jahrbücher der Deutschen Geschichte unter Philipp von Schwaben und Otto IV. von Braunschweig. 1863 veröffentlichte er den ersten Band der Geschichte „Kaiser Friedrich II.“ Er war um ein ausgewogenes Urteil des Staufers bemüht. Bei der Betrachtung der Persönlichkeit mischte sich bei Winkelmann „ein Gefühl des Unbehagens in die Bewunderung“ für den staufischen Kaiser ein. Winkelmann zählt zu den einflussreichsten Forschern Friedrichs II. im ausgehenden 19. Jahrhundert. Außerdem erforschte er den Übergang von der staufischen zur angiovinischen Herrschaft im Königreich Sizilien. Neben seinen Quellenveröffentlichungen ist seine Mitarbeit an der Neubearbeitung der V. Abteilung der Regesta Imperii durch Julius Ficker zu nennen.
Winkelmanns Tochter Anna ehelichte den Zoologen und Rostocker und Tübinger Professor Friedrich Blochmann.

## Schriften
- De regni Siculi administratione, qualis fuerit regnante Friderico II. Romanorum imperatore, Jerusalem et Siciliae rege. Schade, Berolini 1859 (Berlin, Universität, Dissertation, 1859).
- Geschichte Kaiser Friedrichs des Zweiten und seiner Reiche 1212–1235. 2 Bände. Mittler & Sohn u. a., Berlin u. a. 1863–1865, Digitalisat Bd. 1, Digitalisat Bd. 2.
- Bibliotheca Livoniae historica. Systematisches Verzeichnis der Quellen und Hülfsmittel zur Geschichte Estlands, Livlands und Kurlands. Commissionäre der Kaiserlichen Akademie der Wissenschaften, St. Peterburg u. a. 1870 (2., verbesserte und sehr vermehrte Auflage. Weidmann, Berlin 1878, Digitalisat).
- Philipp von Schwaben und Otto IV. von Braunschweig. 2 Bände. Duncker & Humblot, Leipzig 1873–1878;
  - Band 1: König Philipp von Schwaben. 1197–1208 (= Jahrbücher der Deutschen Geschichte. Bd. 19, 1). 1873, Digitalisat; Digitalisat
  - Band 2: Kaiser Otto IV. von Braunschweig, 1208–1218 (= Jahrbücher der Deutschen Geschichte. Bd. 19, 2). 1878, Digitalisat. Digitalisat
- als Herausgeber: Des Magisters Petrus de Ebulo Liber ad honorem Augusti. Nach der Originalhandschrift für akademische Uebungen herausgegeben. Duncker & Humblot, Leipzig 1874.
- Sicilische und päpstliche Kanzleiordnungen und Kanzleigebräuche des XIII. Jahrhunderts. Für academische Übungen zusammengestellt. Wagner, Innsbruck 1880, Digitalisat.
- als Herausgeber: Acta imperii inedita saeculi XIII et XIV. Urkunden und Briefe zur Geschichte des Kaiserreichs und des Königreichs Sizilien. 2 Bände. Wagner, Innsbruck 1880–1885;
  - Band 1: In den Jahren 1198 bis 1273. 1880, Digitalisat;
  - Band 2: In den Jahren 1200 bis 1400. 1885.
- Geschichte der Angelsachsen bis zum Tode König Aelfreds (= Allgemeine Geschichte in Einzeldarstellungen. Hauptabteilung 2: Geschichte des Mittelalters. Theil 3). Grote, Berlin 1883.
- Urkundenbuch der Universität Heidelberg. Zur fünfhundertjährigen Stiftungsfeier der Universität. 2 Bände. Winter, Heidelberg 1886;
  - Band 1: Urkunden. 1886, Digitalisat;
  - Band 2: Regesten. 1886, Digitalisat.
- Kaiser Friedrich II. 2 Bände. Duncker & Humblot, Leipzig 1889–1897;
  - Band 1: 1218–1228 (= Jahrbücher der Deutschen Geschichte. Bd. 20, 1). 1889, Digitalisat;
  - Band 2: 1228–1233 (= Jahrbücher der Deutschen Geschichte. Bd. 20, 2). 1897, Digitalisat.